# Patricia Brandt
Patricia Brandt (* 16. Februar 1971 in Neustadt am Rübenberge) ist eine deutsche Journalistin und Autorin.

## Leben und Karriere
Nach ihrem Germanistikstudium an der Universität Bremen absolvierte sie ein Volontariat bei der Nordsee-Zeitung in Bremerhaven. Später arbeitete sie für den Focus, dpa und NDR Fernsehen. Seit mehr als 20 Jahren ist sie als Redakteurin für den Bremer Weser-Kurier tätig und schreibt Kolumnen für den Burda-Verlag.
Brandt ist mit Michael Brandt, seit Juni 2021 Mitglied der Chefredaktion des Weser-Kuriers, verheiratet, hat zwei Kinder und lebt mit ihrer Familie in Schwanewede bei Bremen. Ihre Schwester ist die Schauspielerin Sandra Quadflieg.

## Bücher
- Küstenhuhn (2022)
- Imkersterben (2021)
- Krabben-Connection (2020)
- Im grünen Bereich: Die besten Gartenkolumnen (2020)